# 美国劳工部大楼
美国劳工部大楼（英語：Department of Labor Building）又名美国国家环境保护局（西楼），是一个历史性的办公楼，位于华盛顿哥伦比亚特区西北区 14街、宪法大道，联邦三角内。

## 历史

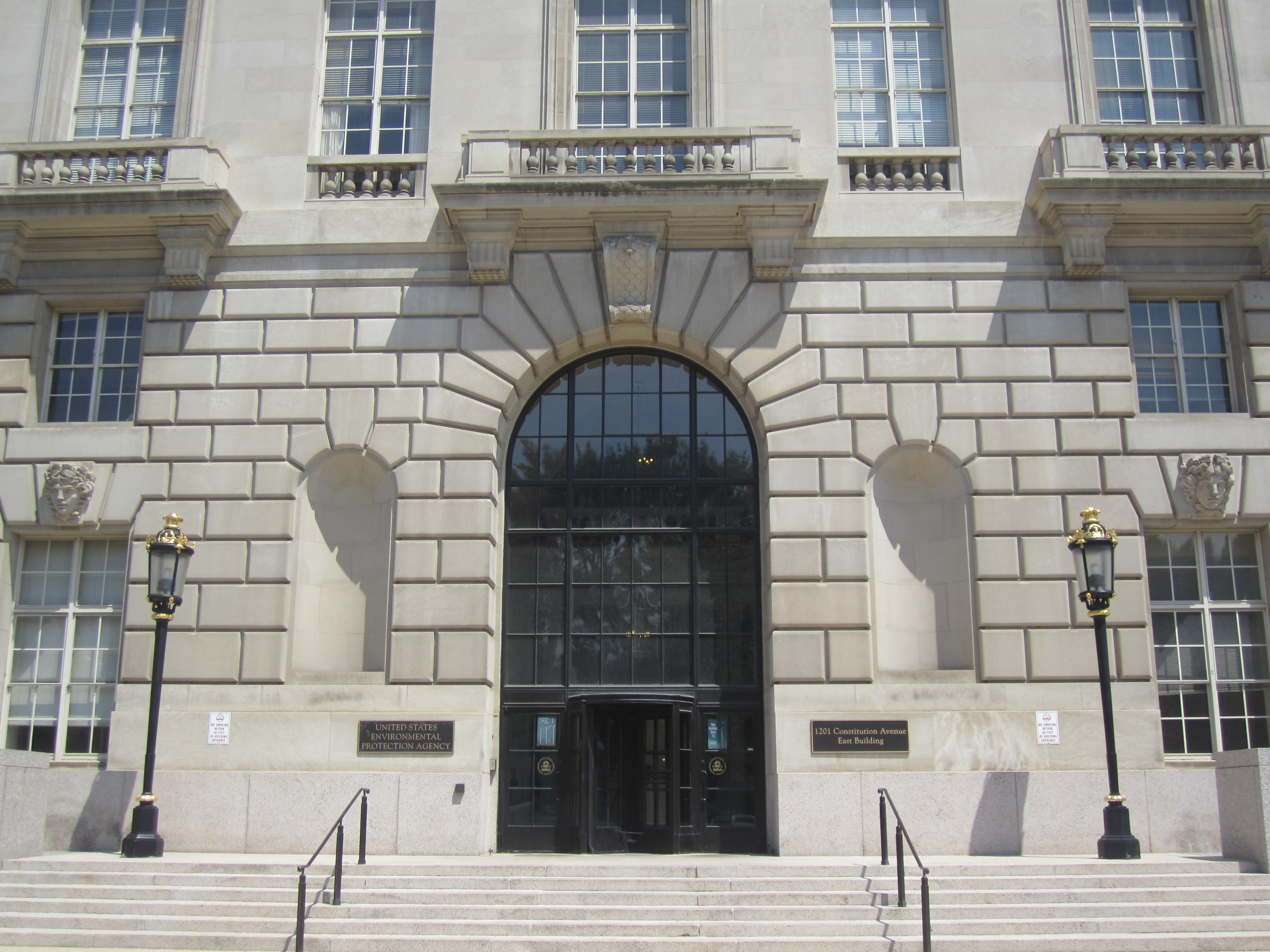
入口

该建筑为联邦三角开发工程的一部分。虽然国会一直计划重新开发谋杀湾贫民窟，但缺少资金购买土地和兴建建筑物。直到1926年7月，政府提出在13街和14街之间的B街（今宪法大道）北侧兴建劳工部大楼。1927年3月，又计划在其东侧（12街和13街之间）增建第二座建筑ICC大楼。1930年4月，赫伯特·胡佛总统又提议修建“部门礼堂”（Departmental Auditorium，今安德鲁·梅隆礼堂），连接两座建筑。
大楼的设计工作进展缓慢。从1928年到1931年，小亚瑟·布朗才完成大楼的设计。
1932年12月15日，胡佛总统同时为两座大楼奠基。美国劳工联合会主席威廉·格林出席了奠基典礼。1934年大楼建成。
该建筑在1966年列为宾夕法尼亚大道国家古迹，随后列入国家史迹名录。